# Ifconfig
ifconfig ist ein Kommandozeilenprogramm unter Unix, das zur Konfiguration und Steuerung von IP-Netzwerkschnittstellen dient. Der Name steht für „interface configurator“.
Ursprünglich erschien das Tool im 4.2BSD als Teil der BSD TCP/IP Suite. Es wurde somit zum Standardwerkzeug und wird bis heute genutzt.
Üblicherweise wird das Programm zur Einrichtung einer Netzwerkschnittstelle eingesetzt, um damit die IP-Adresse und die Netzmaske zu setzen, die Schnittstelle zu aktivieren oder zu deaktivieren.
Während des Boot-Vorgangs benutzen viele Unix-Systeme Shell-Skripte, die ifconfig aufrufen, um damit die Netzwerkadapter zu konfigurieren.
Unter Linux wurde ifconfig durch iproute2 (/sbin/ip) ersetzt. Die meisten Distributionen liefern aber noch ifconfig mit.
Unter Windows gibt der Befehl ipconfig ähnliche Informationen aus.